# Resolution 1952 (2013) des Europarats
Die Resolution 1952 (2013) des Europarats wurde am 1. Oktober 2013 von der Parlamentarischen Versammlung des Europarats in Straßburg auf seiner 31. Sitzung beschlossen. Sie trägt den Titel „Das Recht der Kinder auf körperliche Unversehrtheit“. Sie betrifft die körperlichen Integrität von intergeschlechtlichen Kindern sowie weitere Themen wie weibliche Genitalverstümmelung, die Beschneidung von Jungen aus religiösen Gründen und die Unterwerfung oder Nötigung von Kindern zu Piercings, Tätowierungen oder Schönheitsoperationen. Berichterstatterin war Marlene Rupprecht.